# Інформаційно-комунікаційні технології
Інформаці́йно-комунікаці́йні техноло́гії (ІКТ, від англ. Information and communications technology, ICT) — часто використовується як синонім до інформаційних технологій (ІТ), хоча ІКТ це загальніший термін, який підкреслює роль уніфікованих технологій та інтеграцію телекомунікацій (телефонних ліній та бездротових з'єднань), комп'ютерів, підпрограмного забезпечення, програмного забезпечення, накопичувальних та аудіовізуальних систем, які дозволяють користувачам створювати, одержувати доступ, зберігати, передавати та змінювати інформацію. Іншими словами, ІКТ складається з ІТ, а також телекомунікацій, медіатрансляцій, усіх видів аудіо і відеообробки, передачі, мережевих функцій управління та моніторингу. Вираз вперше було використано в 1997 році у доповіді Денніса Стівенсона для уряду Великої Британії, який посприяв створенню нового Національного навчального плану Великої Британії у 2000 році.

## Технологія
Ця технологія пов'язана зі створенням, збереженням, передачею, обробкою та управлінням інформації. Цим вживаним терміном позначають всі технології, що використовуються для спілкування та роботи з інформацією.
Концепція інформаційних технологій була додана до елементу комунікації і виникла у 1980-ті роки. Наразі ІКТ включають апаратні засоби (комп'ютери, сервери тощо) та програмне забезпечення (операційні системи, мережеві протоколи, пошукові системи тощо). У сучасному світі інформаційно-комунікаційні технології є важливою і невіддільною частиною держави, бізнесу та приватного життя.
Термін ІКТ в наш час[коли?] також використовується для позначення об'єднання (конвергенції) аудіовізуальних та телефонних мереж з комп'ютерними мережами через один кабель або з'єднувальну систему. Є великі економічні стимули (величезна економія коштів шляхом вилучення телефонної мережі) при об'єднанні аудіовізуальних, телефонних та електромереж з системою комп'ютерної мережі використовуючи одну єдину систему кабелів, сигнал розподілу та управління. Це своєю чергою стимулювало зростання організацій, які використовували термін ІКТ у своїх назвах, щоб вказати на їхню спеціалізацію в процесах об'єднання різних мережевих систем.
Кібер-знущання, фішинг, маскування — одні з небезпек ІКТ.

## Тенденції та нові концепції на шляху ІКТ
ІКТ часто використовується в контексті «дорожньої карти», з метою дізнатися, на якому етапі вибраного шляху перебуває організація, з врахуванням її потреб у сфері ІКТ. В багатьох школах, університетах та коледжах термін вживається як загальний, що охоплює сферу інформаційних систем / технологій на організаційному рівні, розробки програмного забезпечення та обчислювальної техніки систем.

## Стандарти
Стандарти є дуже важливими для ІКТ, оскільки вони визначають зрозумілу мову технологій. Це особливо актуально, оскільки ключовою ідеєю ІКТ є те, що пристрої зберігання інформації можуть безпроблемно комунікувати через медіа спосіб з мережами зв'язку та обчислювальними системами. Відкриті стандарти та стандарти організацій, такі як Асоціація телекомунікаційної промисловості в Сполучених Штатах і ETSI в Європі відіграють особливу роль.
Основними організаціями, які розробляють та сприяють впровадженню стандартів в галузі комп'ютерних мереж є:
- Міжнародний телекомунікаційний союз (МТС) (ITU — International Telecommunication Union). Стандарти МТС поділяються на серії. Стандарти кожної серії присвячені одній тематиці й позначаються великою літерою латинського алфавіту.

Після літери ставиться крапка і номер стандарту. Наприклад, літерою V позначаються стандарти щодо передавання даних телефонними каналами, літерою X — стандарти щодо мереж передавання даних, літерою Q — стандарти щодо телефонної комутації та сигналізації;
- Технічний комітет 97 — комітет міжнародної організації зі стандартизації (ISO — International Organization for Standardization). Технічний комітет розробляє стандарти щодо опрацювання інформації за допомогою ЕОМ.

Стандарти цієї організації позначаються чотиризначним числом та суфіксом ISO. Наприклад, стандарт, який стосується протокольного стека ТСР/ІР має позначення 7498 ISO;
- Комісія з питань діяльності Internet (IAB — Internet Activities Board) — розробляє стандарти щодо діяльності Internet

Дотримання стандартів, які розроблені цими організаціями, обов'язкове під час проєктування, створення та експлуатації будь-яких комп'ютерних мереж.

## Компанії та проєкти
Останнім часом багато компаній застосовують різноманітні ІКТ системи, наприклад, для захисту природи. Wipro була провідною компанією, що організувала проєкт «Earthian», в якому студенти виступили з ідеями використання технологій на благо суспільства. Проєкт ЮНЕСКО Information for All Program (IFAP) забезпечує платформу для обговорення та прийняття рішення на етичних, правових і соціальних засадах розвитку ІКТ.